# Valentin Auguste Lichtlin
Valentin Auguste Lichtlin, né à Prüm le 11 février 1810, de parents alsaciens, mort à Paris le 9 avril 1889, est général de division du Second Empire, et commandant de la province d'Alger du 29 octobre 1870 au 9 novembre 1870. 

## Carrière
Après des études au petit séminaire de Strasbourg, il s'engage le 1er février 1831, entrant à l'École de cavalerie et fut promu sous-lieutenant au 1er régiment de chasseurs d'Afrique le 24 juin 1837.
Le 16 mai 1843, alors Lieutenant sous le commandement du duc d'Aumale, il participe à la prise de la Smala d'Abd-el-Kader, où il reçoit une blessure. Le duc d'Aumale le cite dans un rapport pour sa belle conduite pendant cette action et il conquiert ainsi la croix de la Légion d'honneur. En 1852, il est mis une seconde fois à l'ordre de l'armée pour s'être distingué dans un combat aux approches de Laghouat (Algérie)
Le 20 août 1853, il quitte l'Algérie après y avoir passé vingt-deux ans, pour organiser et commander le régiment des lanciers de la Garde impériale. C'est avec cette troupe qu'il fait la Campagne d'Italie (1859).
Nommé officier de la Légion d'honneur en 1855, il est promu général de brigade en 1860 et placé à la tête de la subdivision de Strasbourg. 
Le 31 juillet 1867, Lichtlin est nommé divisionnaire et est successivement membre du comité de cavalerie, inspecteur des 3e et 12e arrondissements de cavalerie, commandant la division de cavalerie au 2e corps de l'armée du Rhin.
En 1869 il repart pour l'Algérie, d'où il revient en 1870, lorsque éclate la guerre franco-allemande. Il est attaché au corps d'armée du maréchal de Mac Mahon. Fait prisonnier à Sedan, il s'évade au mois d'octobre de la même année.
Après la guerre, il demande à retourner en Algérie où les Kabyles se soulèvent alors.  
Le 23 octobre, le général Durieu rappelé en France pour y prendre un commandement, cède le gouvernement par intérim au général Walsin Esterhazy, commandant la province d'Oran. Le général Lichtlin est chargé, en attendant l'arrivée de ce dernier, des affaires courantes. Le général Durieu part pour la France le 26 octobre. 
Une convention est établie, disant qu'il remettrait ses pouvoirs, non au Conseil municipal, ni au Comité, mais au général Lichtlin et qu'il partirait pour la France par le courrier suivant. Le général devait, en attendant, se retirer librement au Palais d'été de Mustapha.
Le Général Lichtlin reprend le gouvernement général par intérim après le départ du général Walsin Esterhazy. C'est un des officiers capitulés de Sedan, et cette circonstance ajoute encore à la suspicion dont il est l'objet depuis la première heure. Il est lui aussi contraint de céder aux menaces de la population et du Conseil municipal. Il se retire à l'Amirauté, le 29 octobre à 4 heures, et il y reste sous la protection de l'Amiral et des marins jusqu'au 10 novembre, exerçant nominalement les pouvoirs de Gouverneur général. Le secrétaire général du gouvernement, les généraux d'État Major, le commandant de place viennent y prendre leurs ordres comme à l’accoutumée. La municipalité essaye de s'opposer à ces relations. Le 9 novembre, le général Lichtlin est relevé, avec félicitations. Le 10 novembre, il s'éloigne pour rejoindre sa famille dans l'est de la France.
Il est ensuite placé dans le corps de réserve en 1874. Quand, le 10 octobre 1878, le général Lichtlin prend sa retraite, il totalise quarante campagnes. Il meurt à Paris en 1889 des suites d'une longue maladie.

## Musique
Passionné de musique, il est Président de la Commission chargée de l'examen des questions relatives à la composition des musiques et fanfares militaires. Il joue du violon, instrument dont il ne se sépare jamais, même dans ses campagnes d'Italie et d'Afrique.  Le Salon des Lichtlin à Strasbourg est ouvert aux artistes sérieux : il y fait donner régulièrement des concerts de chambre.

## Décorations
Chevalier de la Légion d'honneur du 3 janvier 1842, officier de 1855, commandeur du 5 décembre 1858, 
médaille d'Italie.

## Autres
Il est présent sur la toile d'Horace Vernet Prise de la Smahla d'Abd el-Kader à Taguin, exposé dans la galerie des Batailles du musée impérial de Versailles.
Son nom apparait sur une des plaques posée sur le Mess des officiers de Strasbourg, à la mémoire des généraux de Strasbourg.